# ASB Classic 2013
L'ASB Classic 2013 è stato un torneo di tennis giocato all'aperto sul cemento. È stata la 30ª edizione dell'ASB Classic, che fa parte della categoria International nell'ambito del WTA Tour 2013.
Si è giocato all'ASB Tennis Centre di Auckland, in Nuova Zelanda, dal 31 dicembre al 5 gennaio 2013.

## Partecipanti

### Teste di serie
| Giocatrice  | Nazionalità         | Ranking* | Testa di serie |
| ----------- | ------------------- | -------- | -------------- |
| Polonia     | Agnieszka Radwańska | 4        | 1              |
| Germania    | Julia Görges        | 18       | 2              |
| Belgio      | Yanina Wickmayer    | 23       | 3              |
| Cina        | Zheng Jie           | 26       | 4              |
| Romania     | Sorana Cîrstea      | 27       | 5              |
| Kazakistan  | Jaroslava Švedova   | 29       | 6              |
| Stati Uniti | Christina McHale    | 33       | 7              |
| Germania    | Mona Barthel        | 39       | 8              |

- Rankings al 5 novembre 2012.

### Altre partecipanti
Giocatrici che hanno ricevuto una wildcard per il tabellone principale:
- Eugenie Bouchard
- Coco Vandeweghe
- Eléni Daniilídou

Giocatrici passate dalle qualificazioni:

- Anastasija Sevastova
- Nudnida Luangnam
- Grace Min
- Stéphanie Dubois
- Gréta Arn (lucky loser)

## Campionesse

### Singolare
Agnieszka Radwańska ha battuto in finale  Yanina Wickmayer con il punteggio di 6-4, 6-4.
- È il primo titolo stagionale per la Radwańska e l'undicesimo in carriera.

### Doppio
Cara Black /  Anastasija Rodionova hanno sconfitto in finale  Julia Görges /  Jaroslava Švedova con il punteggio di 2-6, 6-2, [10-5].